# Powrót do Brideshead (film)
Powrót do Brideshead (ang. Brideshead Revisited) – brytyjski melodramat z 2008 roku w reżyserii Juliana Jarrolda. Scenariusz do filmu napisał Jeremy Brock na podstawie powieści  Evelyna Waugha Znowu w Brideshead.

## Obsada
- Ben Whishaw jako Sebastian Flyte
- Matthew Goode jako Charles Ryder
- Emma Thompson jako Lady Marchmain
- Greta Scacchi jako Cara
- Michael Gambon jako Lord Marchmain
- Hayley Atwell jako Julia Flyte
- Felicity Jones jako Lady Cordelia Flyte